# ديميتار ديميتروف (لاعب كرة طائرة)
ديميتار ديميتروف (12 يناير 1952 - ) هو لاعب كرة طائرة بلغاريا. شارك في الألعاب الأولمبية الصيفية 1980.

## وصلات خارجية
- ديميتار ديميتروف على موقع أوليمبيديا (الإنجليزية)